# Piszczac (village)
Pour les articles homonymes, voir Piszczac.
Piszczac (prononciation : [ˈpʲiʂt͡ʂat͡s]) est un village polonais de la gmina de Piszczac dans le powiat de Biała Podlaska de la voïvodie de Lublin dans l'est de la Pologne.
Le village est le siège administratif (chef-lieu) de la gmina appelée gmina de Piszczac.
Il se situe à environ 20 kilomètres à l'est de Biała Podlaska (siège du powiat) et 98 kilomètres au nord-est de Lublin (capitale de la voïvodie).
Le village comptait approximativement une population de 3 087 habitants en 2008.

## Histoire
De 1975 à 1998, le village est attaché administrativement à la voïvodie de Biała Podlaska.

Depuis 1999, il fait partie de la voïvodie de Lublin.